# Pseudoplatystoma reticulatum
El surubí atigrado (Pseudoplatystoma reticulatum) es una especie de pez de agua dulce de la familia Pimelodidae y del orden Siluriformes. Se distribuye en aguas tropicales y subtropicales del norte y centro de Sudamérica.  

## Distribución
Habita en cursos fluviales del centro-norte y centro-este de Sudamérica, desde el centro y sur del Brasil, Bolivia, y Paraguay hasta el oeste y sur del Uruguay, y el norte y nordeste de la Argentina. Es característico del centro de la cuenca del Amazonas y de la cuenca del Plata, con poblaciones en el río Paraná, Paraguay, Uruguay y de la Plata superior. En la cuenca del Plata convive con Pseudoplatystoma corruscans, denominado comúnmente «surubí pintado».

## Taxonomía
Este taxón fue descrito originalmente en el año 1889 como una subespecie de Pseudoplatystoma fasciatum, por los ictiólogos estadounidenses Rosa Smith Eigenmann y Carl H. Eigenmann, este último nacido en Alemania.
Todos los trabajos durante el siglo XX así lo consideraron, hasta que en el año 2007 fue elevada al rango de especie plena.
La totalidad de los registros de Pseudoplatystoma fasciatum para la cuenca del Plata deben ser considerados como Pseudoplatystoma reticulatum.

## Pesca
Su carne se utiliza como alimento humano tanto en la pesca comercial como en la de subsistencia, además de la pesca deportiva. En cuanto al acuarismo, los ejemplares de tamaño pequeño a moderado son frecuentes en el mercado de peces ornamentales, y los adultos en acuarios públicos.  